# ゼンマイ
ゼンマイ（薇、学名: Osmunda japonica）は、ゼンマイ科の多年生シダ植物。各地の丘陵や草原に生える。春に芽生えた栄養葉は、山菜として食べられる。

## 特徴
日本と東アジア原産。日本では北海道から沖縄まで、国外では樺太、朝鮮、中国からヒマラヤ、東南アジアの一部まで分布する。各地の平地から山地まで、丘陵地帯、谷間、草原などの山野、湿った土手や斜面、湿原、川岸に群生する。水気の多いところを好み、渓流のそばや水路の脇などによく出現する。
多年草。地上部に茎がなく、地下茎（根茎）は塊状に太くて短く、斜めから立つ。地下茎から葉を束生して、高さ0.5 - 1メートルになる。新芽は多くのシダ類と同様に内側にきれいなうずを巻き、その表面は褐色を帯びた白い綿毛で覆われているが、成長すると全く毛はなくなる。葉は2回羽状複葉で、シダとしては切れ込みが少ないタイプに属する。ゼンマイ類はひとつの株に早春に芽生える胞子葉と、やや遅れて出る栄養葉の2種類があって、同じ株に混在する。栄養葉では個々の小葉は、幅広い楕円形っぽい三角形で先端は丸く、淡緑色で表面につやがなく、葉身は薄く偏平である。胞子葉は緑色が濃く綿毛が純白で、小葉は粒状で偏平ではない。
胞子の他、根茎でも殖えていき、繁殖力は旺盛で大きな群落をつくるときがある。

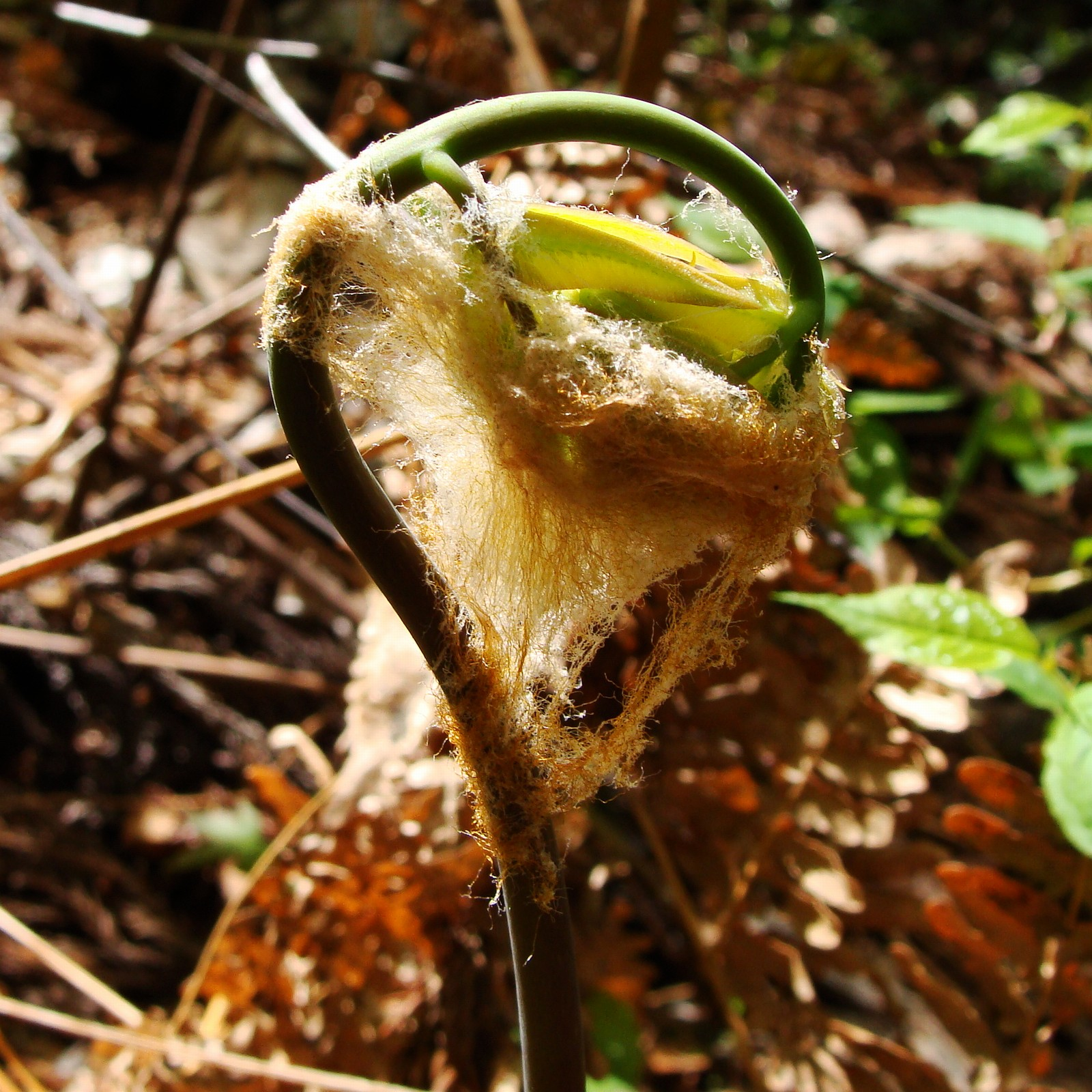
ゼンマイの栄養葉の新芽。綿帽子の中は薄くツルツルした葉
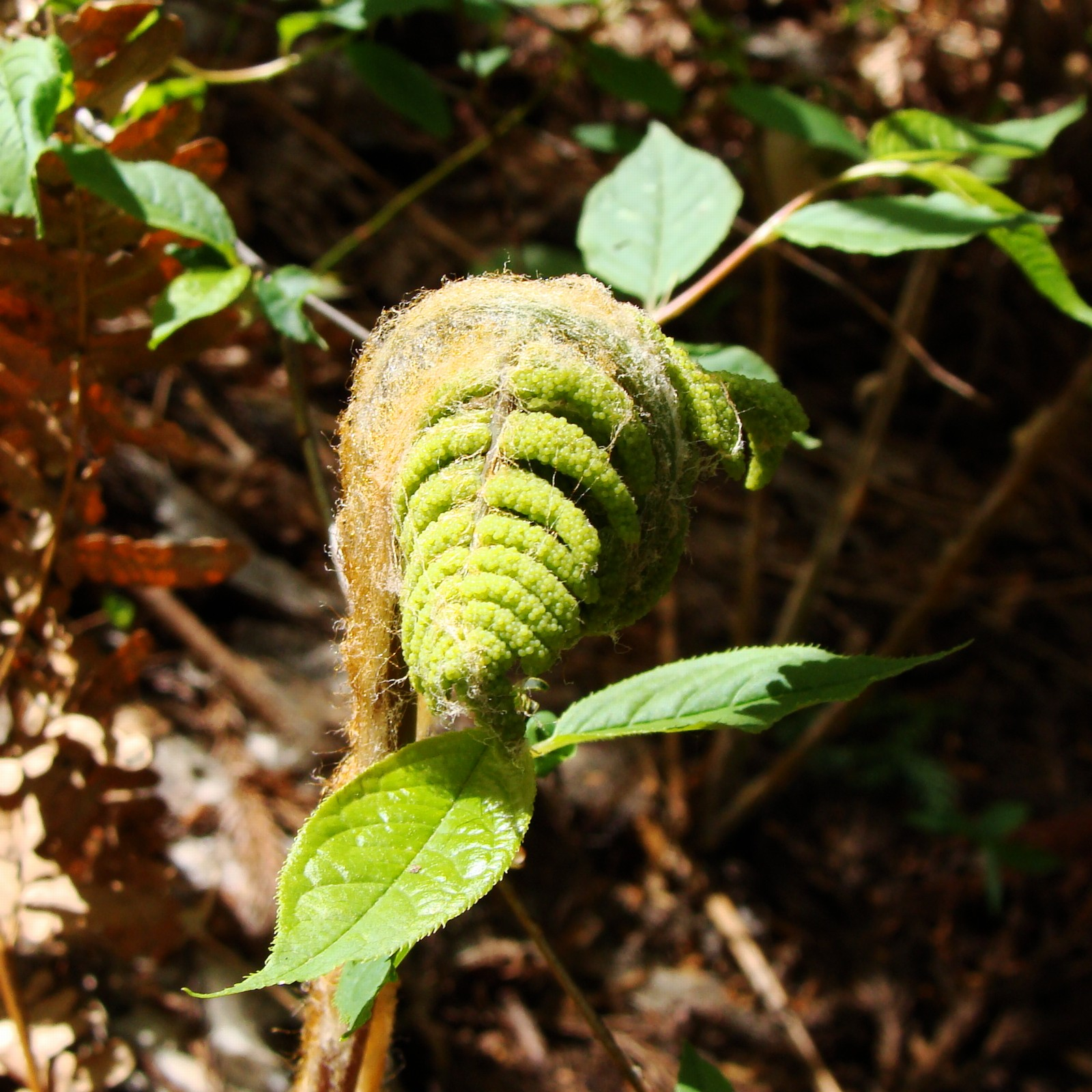
ゼンマイの胞子葉の新芽。綿帽子の中は厚くツブツブの葉
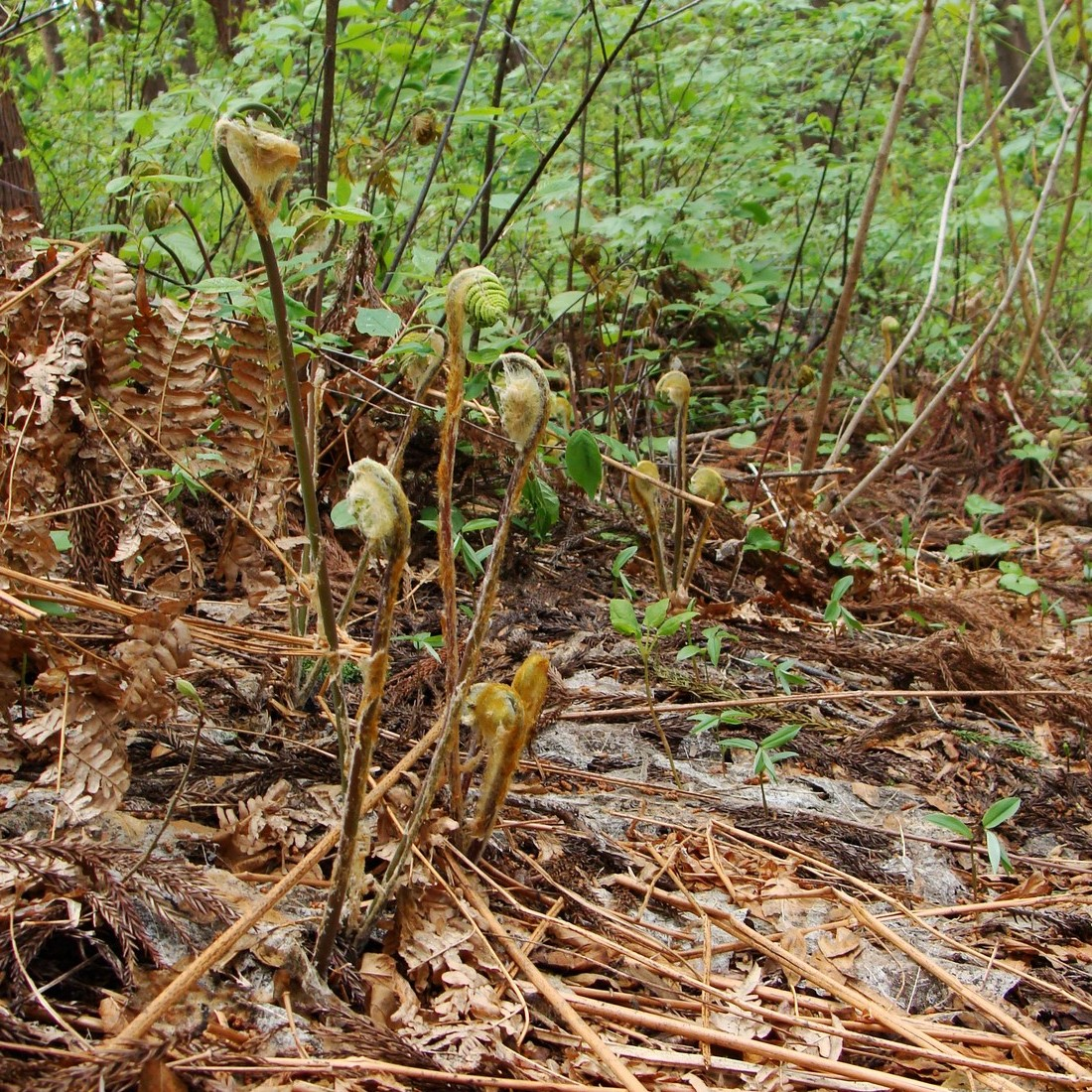
ひと株から3-7本前後、多いものでは10本以上生える
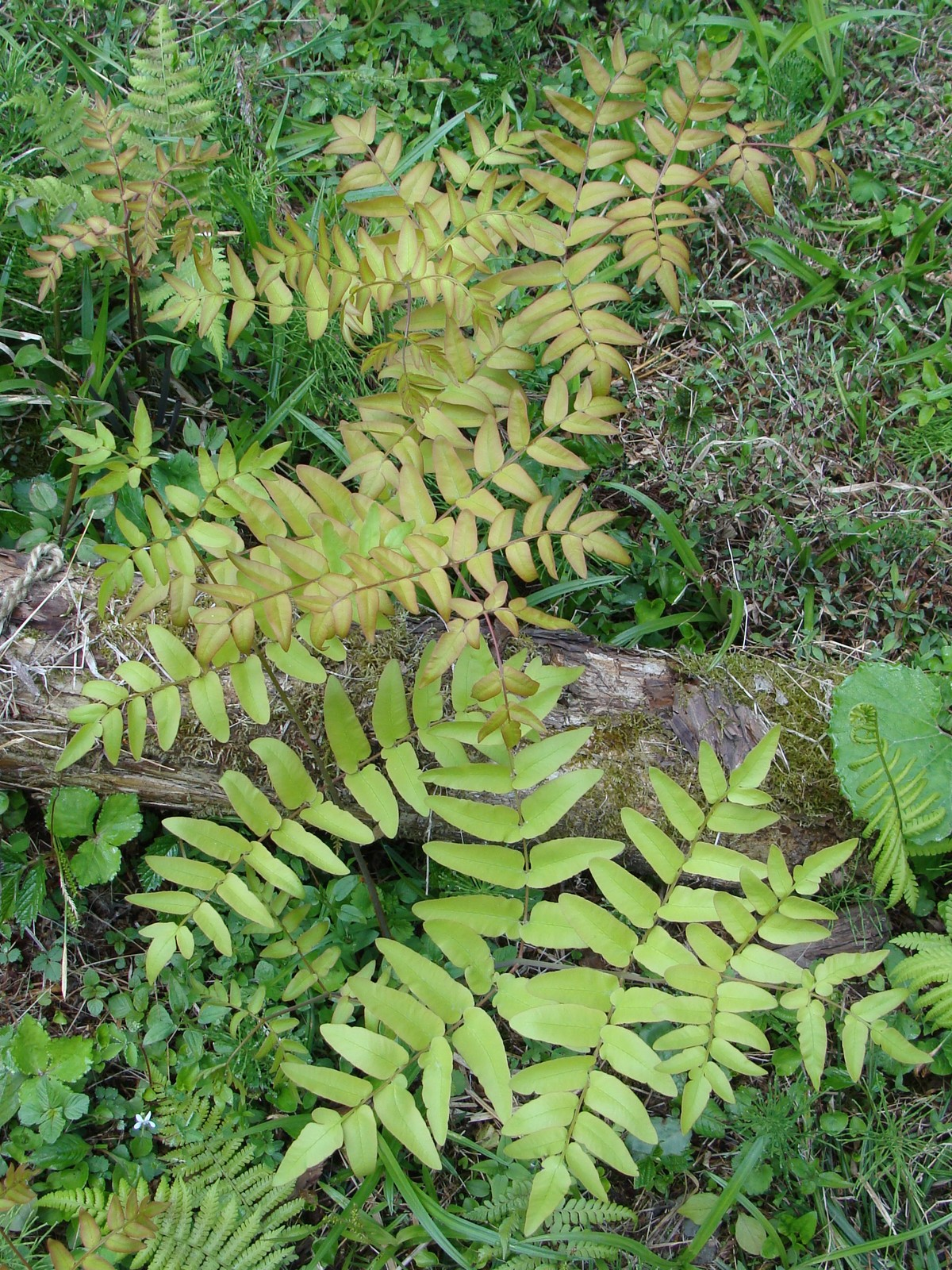
成長したゼンマイ
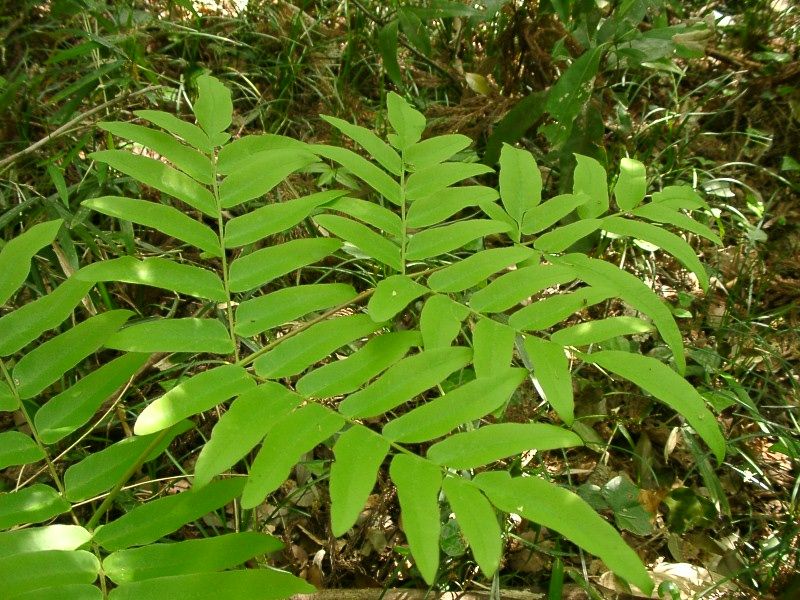
栄養葉の葉身

## 利用
春の若芽は代表的な山菜として知られ、灰汁抜きをして食用にする。ゼンマイの葉は見た目に清涼感があり、庭の下草にも使われる。

### 食用
春（3 - 5月ごろ）に、地表から芽生えた10 - 30 センチメートルくらいの時期の若い栄養葉の葉柄を折り取って食用にし、山菜としてポピュラーである。一般には、日本の東北地方が名産地として知られる。採取時期は暖地で3 - 4月ごろが適期であるが、雪が多い寒冷地では4 - 7月ごろまで採取できる。綿毛をかぶって茎先の葉が巻いた茎の下の方からしごくようにして、やわらかいところで折り取るように採取する。食用となる栄養葉は、軸がやわらかく渦巻きの葉の部分が偏平であるが、食べられない胞子葉は軸がかたく、渦巻きの部分を指でつまむと丸く膨らんだ感触がある。山菜採りのマナーでは、ゼンマイには俗に男ゼンマイ（胞子葉）と女ゼンマイ（栄養葉）があり、栄養葉より早く芽を出す男ゼンマイを採るとその後再生しなくなるため、自然保護のために採ってはならないとされている。
ゼンマイは山菜の中でも特に灰汁が強い部類に入る。灰汁が強いので摘み取ってすぐ食べることはせず、綿毛を取り除いてから木灰か重曹を振りかけて熱湯を注いで一晩置き、これを茹でてから冷水に半日から1日さらして灰汁を抜いてから使う。干しゼンマイは、灰汁で茹でてから、ゴザなどに広げ手で揉んで繊維をやわらかくし、天日干しにして仕上げたものである。3日ほど天日干しにしたゼンマイは、生のものよりコクが出て味に深みがあり、一晩水に浸けたあとに弱火で茹でてもどしてから調理される。干しゼンマイを使うときはそのまま水に浸けて、その後弱火で茹でて沸騰する手前でゆで汁をこぼすことを3回繰り返し、3度目のときに湯に浸けたまま火から下ろしてゆっくりと冷まし、半日から1日放置してふっくらと仕上がってから利用する。
灰汁抜きしたゼンマイを水に浸けたまま冷蔵し、毎日水替えをすれば1週間程度もつ。天日干しすることにより長期保存が可能になり、昼間干したら夕方に取り込み、繊維をやわらかくするために手で良く揉む。こうして出来上がったものが「赤干し」で保存食になる。また、松葉などの焚き火の煙で燻したものを「青干し」と呼ぶ。ゼンマイは、塩漬けにしても保存できる。
よく灰汁を抜いたゼンマイは、佃煮、お浸し、胡麻和え、白和え、煮物、炒め煮、煮付け、クルミ和え、汁の実などに利用される。朝鮮料理ではナムルの材料として使われる。独特の歯ごたえや風味があり、太くてやわらかいものほど高級とされている。
一般には生より水煮に加工したゼンマイが市販されている。近縁にヤマドリゼンマイというシダがあり、成葉の姿はゼンマイとは似ていないが、芽生えの姿は酷似している。密に群生していることから採取が容易で、調整法や食味もほとんど変わらないことから、市販の干しゼンマイの多くはヤマドリゼンマイだといわれる。
栄養的には、カロテン、ビタミンB2、ビタミンC、鉄分、食物繊維などが豊富に含まれる。

### 園芸
小型の株は園芸用に取引される。
また、根茎はランの栽植に用いる。大きな株ではハリガネのような黒っぽい根が塊状になり、これをオスマンダと称し、園芸用の培養材として用いる。

### 工芸

#### ぜんまい綿
ゼンマイの綿毛を綿として使うゼンマイの綿。ゼンマイの綿毛は木綿に2割から3割程度加えて混紡されることもあった。ゼンマイの綿毛には防虫、防カビ、防水の効果があるとされる。手まりや布団にも使われる。

#### ぜんまい織り
東北地方の山地では、ゼンマイの綿毛を使った織物もみられた。
秋田県の旧岩城町亀田（現由利本荘市）の特産品として「亀田ぜんまい織」があった。ぜんまい綿は短毛でそのままでは紡げないため、真綿や木綿に所々拠り付けるように糸が紡がれた。明治30年頃には白鳥の羽綿を使った白鳥織も作られるようになった。大正期には生産が軌道に乗ったが、販路を拡大できず、1931年（昭和6年）に機械工業による生産が終了した。いったん技術が途絶えていたが、地元のグループが再現する活動を行っている。
新潟県の亀田縞などでもゼンマイの綿毛を含ませた織物が生産された。

### 民間薬
夏（7 - 8月ごろ）に地上部の茎葉を採取したら天日干しにして生薬にし、利尿や貧血の民間薬にする。民間療法では、乾燥した茎葉を刻んだもの1日量10グラム (g) を、約600 ccの水でとろ火で半量になるまで煮詰め、煎じた液（水性エキス）服用する用法が知られている。

## 語源と派生

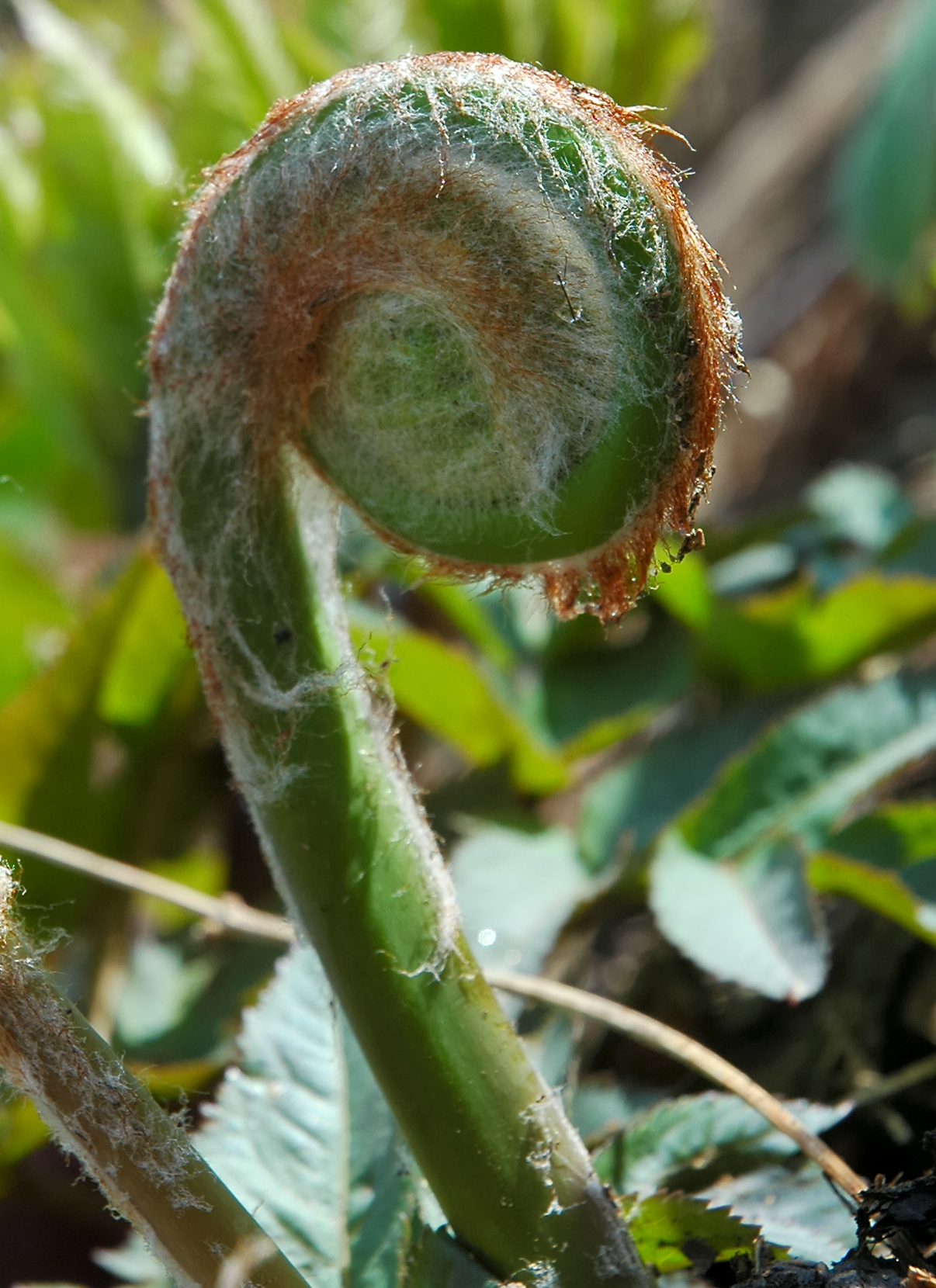
渦巻き状を呈する新芽

「ゼンマイ」の語源は、「せんまき（千巻き）」に由来するという説、銭巻であり巻いた姿が古銭に似るからとの説がある。別名に、ハゼンマイ、シシゼンマイがあるほか、アオゼンマイ、ゼンメ、ゼンゴ、ゼンノキの地方名でもよばれる。地方によって、茎が青みがかっているものが「アオゼンマイ」、褐色に近いものが「アカゼンマイ」と呼んで区別している。
鋼板を巻いて作られたぜんまいばねは、ゼンマイの新芽の渦巻が似ている姿に由来して、ゼンマイとよばれている。
シダとしては名が通っているので、何々ゼンマイというふうに、シダ類の普通名詞として使われる例もある。

## 近似種

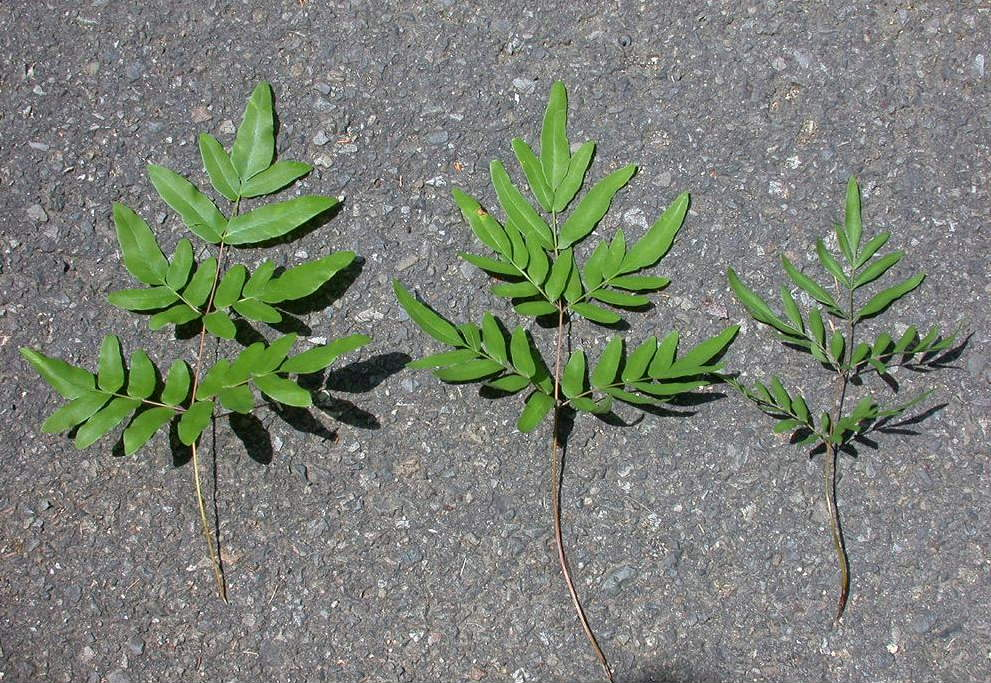
左：ゼンマイ（広い葉）
中：オオバヤシャゼンマイ（中間）
右：ヤシャゼンマイ（狭い葉）

アメリカには姉妹種のレガリスゼンマイ (O. regalis L.) がある。ゼンマイに似るが、胞子葉が独立しておらず、栄養葉の先端の羽片に胞子嚢がつく。
ゼンマイ属は世界に十数種、日本には5種があるが、そのうちでヤシャゼンマイ (O. lancea Thunb.) はゼンマイにごく近縁なシダで、外見は非常によく似ている。異なる点は葉が細いことで、特にゼンマイの小羽片の基部が丸く広がり、耳状になるのに対して、はるかに狭くなっている。また、植物体も一回り小さく、葉質はやや厚い。日本固有種で、北海道南部から九州東部にかけて分布する。生育環境ははっきりしていて、必ず渓流の脇の岩の上である。ゼンマイも水辺が好きであるが、渓流のすぐそばには出現せず、ヤシャゼンマイとは住み分けている。上記の特徴はいわゆる渓流植物の特徴そのものであり、そのような環境へ適応して種分化したものと考えられる。
なお、この両種が生育している場所では、両者の中間的な型のものが見られる場合がある。これは両者の雑種と考えられており、オオバヤシャゼンマイ O. ×intermedia (Honda) Sugimoto という。その形や大きさはほぼ中間であるが、やや変異が見られると言う。また、胞子葉は滅多に形成されず、できた場合も胞子は成熟しないらしい。